# ثلاثية العراب

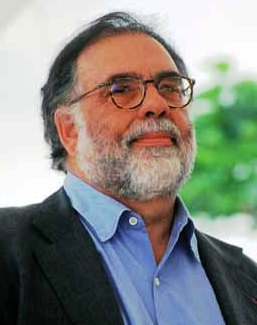
مخرج سلسلة العراب فرانسيس فورد كوبولا

العراب (بالإنجليزية: The Godfather)‏ هو فيلم درامي وجريمة ثلاثي الأجزاء من إخراج فرانسيس فورد كوبولا. ويقوم على رواية الكاتب الإيطالي-أميركي ماريو بوزو عن كورليوني، وهي عائلة مافيا خيالية .
الجزئين الأول، والثاني، تم إطلاقهم بسبعينيات القرن الماضي، بينما الجزء الثالث كان عام 1990.
الأجزاء الثلاثة تتحدث عن تاريخ عائلة كورليوني في الولايات المتحدة وصقلية.
تجاوزت أرباح الفيلم حول العالم 550 مليون دولار أميركي.
تم ترشيح أفلام السلسلة لـ 29 جائزة أوسكار، حصد منها 9

## أهم الممثلين
- آل باتشينو 1-2-3
- ديان كيتون 1-2-3
- روبرت دوفال 1-2
- مارلون براندو 1
- روبرت دي نيرو 2
- أندي غارسيا 3